# La bruja (álbum de Mägo de Oz)
La bruja es el primer EP de la banda Mägo de Oz. Este se trata de una reedición de cinco temas de su primer disco, pero grabada por la entonces nueva formación del grupo, bajo la producción de José Andrëa y Frank. 
Según han declarado diversos integrantes del grupo, decidieron regrabar los cinco temas más importantes del primer disco para darlos a conocer de nuevo.
Aunque el disco oficialmente se llama como la banda misma (Mägo de Oz), se le conoce popularmente como La bruja, debido a su carátula, donde se puede apreciar una bruja que esta tocando el violín, misma que luego sería uno de los iconos más representativos de la banda.
El sonido musical del disco es de hard rock (T'Esnucaré contra'I Bidé y El hijo del blues), heavy metal clásico (El lago y Mägo de Oz) y rock acústico (la instrumental cover a Status Quo llamada Gerdundula), fusionados con elementos de la música folk y celta.
Este es el primer disco en el que el dibujante Gaboni ilustra una portada del grupo.

## Libreto
Mägo de Oz fue publicado a mediados del '94, por una compañía de cuyo nombre no quiero acordarme, pero que nos permitió darnos a conocer y salir de la escena underground de Madrid. Estos cinco temas que en este trabajo te presentamos, son los cinco, de los diez que componían el primer CD, que mas fielmente reflejan el espíritu de Mägo de Oz en el '97, y en ellos podrás apreciar las influencias que nos llevaron a componer Jesús de Chamberí.
Los hemos querido actualizar y "lavarles la cara" y para ello han sido regrabados y remezclados bajo la producción de G. Sider. En esta grabación y con respecto a la primera del 94, encontrarás las diferencias de José (Voz) y Frank (Guitarras), que desde la grabación de Jesús de Chamberí han pasado a formar parte de este manicomio, para tormento de sus novias, empobrecimiento de sus almas y "alivio" de sus bolsillos. ¡Disfrútalo! Txus

## Lista de canciones
| CD  |                                                  |          |  |
| N.º | Título                                           | Duración |  |
| 1.  | «El lago»                                        | 4:27     |  |
| 2.  | «T'Esnucaré Contra'l Bidé»                       | 4:20     |  |
| 3.  | «El hijo del blues»                              | 4:46     |  |
| 4.  | «Gerdundula» (Instrumental, Cover de Status Quo) | 1:47     |  |
| 5.  | «Mägo de Oz»                                     | 10:44    |  |

## Intérpretes
- José Andrëa: voz y teclados
- Txus: batería
- Mohamed: violín
- Carlitos: guitarra solista
- Frank: guitarra rítmica y acústica
- Salva: bajo

### Colaboraciones
- Amalia: viola en «El Lago»